# Hans-Dietrich von Bothmer
Hans-Dietrich von Bothmer (* 30. Dezember 1941 in Leipzig; † 22. Februar 2017 in Potsdam) war ein deutscher Diplomat, Botschafter der Bundesrepublik Deutschland in Botswana und Repräsentant bei der „South African Development Community“ (SADC).

## Familie
Er war der Sohn des Conrad von Bothmer (1913–1988) und der Clara-Irene von Rosenberg-Gruszczynski (1919–2010). Bothmer heiratete in erster Ehe am 27. Januar 1973 in München Alexandra von Kuczkowski (* 12. Oktober 1943 in Leipzig). In zweiter Ehe heiratete er am 10. April 1984 in Buenos Aires (Argentinien) Gerhild Holz (* 9. März 1939 in Küpper, Landkreis Sprottau, Niederschlesien).

## Leben
Nach dem Studium der Agrarwirtschaft an der Technischen Universität München, das er 1973 mit der Promotion zum Dr. sc. agr. mit einer Dissertation zum Thema Der staatsfreie Raum im landwirtschaftlichen Betrieb. Ein Beitrag zur Entscheidungsfreiheit des Landwirts abschloss, arbeitete er zunächst als Assistent am Institut für Agrar- und Marktpolitik der Technischen Universität München. Erste Auslandserfahrungen sammelte er als Marketing- bzw. Agrarkreditexperte der Ernährungs- und Landwirtschaftsorganisation (FAO) der Vereinten Nationen in Ecuador sowie in Italien.
Später wurde er Mitarbeiter des Bundesministeriums für Ernährung, Landwirtschaft und Forsten in Bonn (1977–1992) und war als solcher Agrarreferent an den Botschaften der Bundesrepublik Deutschland in Argentinien, Uruguay und Paraguay (1979–1984) und an der Botschaft in Spanien (1985–1988).
1992 wurde er Mitarbeiter des Arbeitsstabes für Humanitäre Hilfe des Auswärtigen Amtes sowie anschließend (1994) Leiter der Wirtschaftsabteilung an der Botschaft in Mexiko. Von 1997 bis 1999 war er Ständiger Vertreter des Botschafters in Sri Lanka und daraufhin bis 2002 Stellvertretender Leiter des Referats für Mexiko, Zentralamerika und die Karibik im Auswärtigen Amt.
Im Jahr 2002 wurde er deutscher Botschafter in der Republik Botswana und bekleidete dieses Amt bis zu seinem Eintritt in den Ruhestand 2006. Nachfolger als Botschafter wurde daraufhin Ulf Hanel, der zuvor Botschafter in Eritrea war.
2007 gründete von Bothmer die Reiseagentur „Golf Uruguay S.A.“ und vermittelte Golfreisen von Deutschland nach Uruguay, wo er selber ein Haus besaß.
Sein Grab befindet sich auf dem Südwestkirchhof Stahnsdorf.

## Veröffentlichungen
- Der staatsfreie Raum im landwirtschaftlichen Betrieb. Ein Beitrag zur Entscheidungsfreiheit des Landwirts, Dissertation (TU München), 1973